# Jamkóweczka skórkowata
Jamkóweczka skórkowata (Antrodiella romellii (Donk) Niemelä) – gatunek grzybów należący do rodziny ząbkowcowatych (Steccherinaceae).

## Systematyka i nazewnictwo
Pozycja w klasyfikacji według Index Fungorum: Antrodiella, Steccherinaceae, Polyporales, Incertae sedis, Agaricomycetes, Agaricomycotina, Basidiomycota, Fungi.
Po raz pierwszy takson ten opisał w 1967 r. Marinus Anton Donk, nadając mu nazwę Poria romellii. W 1982 r. Tuomo Niemelä przeniósł go do rodzaju Antrodiella. Pozostałe synonimy:
- Antrodia romellii (Donk) Ryvarden 1973
- Antrodiella semisupina var. romellii (Donk) Krieglst. 1999
- Flaviporus romellii (Donk) Ginns 1984
- Poria byssina Romell 1926[2].

Stanisław Domański w 1965 r. nadał mu polską nazwę białak bisiorowaty, Władysław Wojewoda w 2003 r. uznał ją za niewłaściwą i zmienił na jamkóweczkę skórkowatą

## Morfologia
Owocnik
Grzyb poliporoidalny jednoroczny o owocniku rozpostartym, w małych lub zlewających się płatach o grubości do 4 mm, w stanie świeżym o skórzastej konsystencji, w stanie suchym gęstej i twardej. Na przekroju jest półprzezroczysty, jak gdyby częściowo nasączony niemal szklistą, żywiczną substancją. Powierzchnia hymenialna kremowa do jasnożółtej, w eksykatach bladosłomkowa. Pory kanciaste, zwykle 6–8 na mm, ale niektóre większe. Kontekst o grubości do 1 mm, biały, warstwa rurek o grubości do 2 mm, tej samej barwy.
Cechy mikroskopowe
System strzępkowy dimiticzny lub trimityczny. Strzępki generatywne z prostymi przegrodami, cienkościenne, o szerokości 2–3 µm. Strzępki szkieletowe grubościenne, bez przegród, o szerokości 2–4 um, niektóre nieco bardziej rozgałęzione: częściej występują również rozgałęzione strzępki o równej grubości 1,5–3 µm, które mogą być interpretowane jako strzępki łącznikowe. Cystyd brak, ale na niektórych strzępkach mogą występować kołki strzępkowe. Podstawki wąsko maczugowate z 4 sterygmami, 9–15 × 3–5 um, ze sprzążkami bazalnymi. Bazydiospory 3,5–4 × 2–2,5 um, o kształcie od podłużno-elipsoidalnych do krótko cylindrycznych, szkliste, cienkościenne, gładkie, nieamyloidalne.

## Występowanie i siedlisko
Występuje w Ameryce Północnej, Europie, Azji, Afryce, Australii i na Nowej Zelandii. Najwięcej stanowisk podano w Europie. W Polsce do 2003 r. znane podano dwa stanowiska, w późniejszych latach podano wiele następnych.
Nadrzewny grzyb saprotroficzny. Występuje w lasach na martwym drewnie i na korze drzew liściastych i iglastych. Występuje na wielu gatunkach drzew, najczęściej na wierzbach. Powoduje białą zgniliznę drewna.